# Giuseppe Galante
Giuseppe Galante (Domaso, 1937. szeptember 2. – Domaso, 2021. december 20.) olimpiai ezüstérmes, Európa-bajnok olasz evezős.

## Pályafutása
A Canottieri Sampierdarenesi és a Canottieri Falck csapatában versenyzett. 
Az 1960-as római olimpián ezüstérmet szerzett kormányos nélküli négyesben Tullio Baragliával, Renato Bosattával és Giancarlo Crostával. 1961-ben a prágai Európa-bajnokságon társaival aranyérmet szerzett ugyanebben a versenyszámban.
Az 1964-es tokiói olimpián ismét ezüstérmet szerzett ezúttal kormányos négyesben Renato Bosattával, Emilio Trivinivel, Franco De Pedrinával és Giovanni Spinolával. Ugyanebben az évben az amszterdami Európa-bajnokságon bronzérmet szerzett ugyanebben a versenyszámban.
Az 1968-as mexikóvárosi olimpián negyedik helyen végzett társaival kormányos négyesben.

## Sikerei, díjai
- Olimpiai játékok
  - ezüstérmes (2): 1960, Róma (kormányos nélküli négyes), 1964, Tokió (kormányos négyes)
- Európa-bajnokság
  - aranyérmes: 1961 (kormányos nélküli négyes)
  - bronzérmes: 1964 (kormányos négyes)